# Бутусов Юрій Юрійович
Ю́рій Ю́рійович Буту́сов (13 березня 1989, Чернігів, Українська РСР — 16 лютого 2015, Дебальцеве, Україна) — український військовий, капітан, командир групи спеціального призначення 3-го полку спеціального призначення (Кропивницький), лицар ордену Богдана Хмельницького III ступеня та ордену «Народний Герой України» (посмертно).

## Життєпис
Навчався у Чернігівському ліцеї з посиленою військово-фізичною підготовкою. Випускник Академії сухопутних військ імені гетьмана Петра Сагайдачного у місті Львові.
Брав участь у війні на сході України.
Група Юрія Бутусова була однією з перших перекинута до Сектору Д. Юрій брав участь у всіх боях за взяття Савур-Могили.
Його група брала участь у блискавичному захопленню Благодатного.
17 серпня 2014 року привів підкріплення десантників полковника Потєхіна і підполковника Олександра Мельниченка на Савур-Могилу.
24 серпня 2014 року одним з останніх українських воїнів вийшов з Кутейникового.
14 лютого 2015 року його група, одна з чотирьох груп 3-го полку спецпризначення, була перекинута до Сектору С для забезпечення проходження колон з Луганського до Дебальцева. Провів декілька рейсів.
16 лютого 2015 року забезпечував вихід української колони з пораненими та загиблими з-під Дебальцевого. У колоні з підсилення був лише один БТР і БМП. В районі Новогригорівки бронетранспортер було підбито. Юрій Бутусов зумів вибратися Із підбитого бронетранспортеру разом з Вадимом Довгоруком. Сам мав важкі рани тіла, і йому практично відірвало руку. Загинув від ран під бронетранспортером, тримаючи гранату в руці. Разом з ним загинув старший сержант 3-го полку Віталій Федитник і військовий кореспондент ТРК «Бриз» Дмитро Лабуткін. У полон тоді потрапили п'ятеро, з них старшина Сергій Глондар та молодший сержант Олександр Коріньков перебували там 5 років.
Похований 25 березня 2015 році в місті Чернігів.
Без Юрія Бутусов лишилися батьки, дружина, та маленька донька.

## Нагороди та вшанування
- Орден Богдана Хмельницького III ступеня (посмертно; 4 червня 2015) — за особисту мужність і високий професіоналізм, виявлені у захисті державного суверенітету та територіальної цілісності України, вірність військовій присязі[5]
- Орден «Народний Герой України» (2015).[6]
- 1 грудня 2015 року на будівлі Чернігівського ліцею з посиленою військово-фізичною підготовкою було відкрито пам'ятну дошку шістьох загиблих випускників, в тому числі загадано і Юрія Бутусова.
- 10 червня 2016 року в Чернігові, на будинку, де проживав офіцер, відкрито меморіальну дошку на честь Народного Героя України капітана Юрія Бутусова[7].
- Рішенням Кіровоградської міської ради від 30.07.2016 року № 471 вулицю Панфіловців у місті Кропивницький перейменовано на Юрія Бутусова.

13 жовтня 2015 року у центрі міста Бахмача, на площі Героїв Майдану, урочисто відкрито меморіальну плиту на честь капітана Юрія Бутусова.
https://3polk.info/nebesne-vijsko/butusov-yurij-yurijovych-2/
Рішенням Бахмацької міської ради 2-ї сесії сьомого скликання від 4 грудня 2015 року на честь капітана Юрія Бутусова перейменовано вулицю у місті Бахмачі (колишня назва – “вулиця Кооперативна”).
https://3polk.info/nebesne-vijsko/butusov-yurij-yurijovych-2/ http://golospris.net.ua/125-u-bahmach-pereymenovano-vulic-ta-provulki.html